# Теему Лааксо
Теему Лааксо (фін. Teemu Laakso; 27 серпня 1987, м. Туусула, Фінляндія) — фінський хокеїст, захисник. Виступає за «Векше Лейкерс» (Шведська хокейна ліга).
Вихованець хокейної школи «Ахмат». Виступав за ГІФК (Гельсінкі), «Мілвокі Адміралс» (АХЛ), «Нашвілл Предаторс», «Сєвєрсталь» (Череповець).
В чемпіонатах НХЛ — 17 матчів (0+0). В чемпіонатах Фінляндії провів 165 матчів (8+16), у плей-оф — 20 матчів (1+1).
У складі молодіжної збірної Фінляндії учасник чемпіонатів світу 2005, 2006 і 2007. У складі юніорської збірної Фінляндії учасник чемпіонатів світу 2004 і 2005.
Досягнення
- Бронзовий призер молодіжного чемпіонату світу (2006).